# Nanolpium
Genre
Nanolpium est un genre de pseudoscorpions de la famille des Hesperolpiidae.

## Distribution
Les espèces de ce genre se rencontrent en Afrique australe.

## Liste des espèces
Selon Pseudoscorpions of the World (version 3.0) :
- Nanolpium congicum Beier, 1954
- Nanolpium milanganum Beier, 1964
- Nanolpium nitens (Tullgren, 1908)
- Nanolpium pusillum (Ellingsen, 1909)
- Nanolpium rhodesiacum Beier, 1955
- Nanolpium smithersi Beier, 1964
- Nanolpium subgrande (Tullgren, 1908)
- Nanolpium transvaalense Beier, 1964

## Publication originale
- Beier, 1947 : Zur Kenntnis der Pseudoscorpionidenfauna des südlichen Afrika, insbesondere der südwest- und südafrikanischen Trockengebiete. Eos, Madrid, vol. 23, p. 285-339 (texte intégral).